# Григориу, Джордже
Джордже Григориу (рум. George Grigoriu; 8 апреля 1927, Брэила — 23 февраля 1999, Бухарест) — румынский музыкант, композитор, певец, автор песен и продюсер. Почётный гражданин города Брэила (2005)

## Биография
В детстве учился игре на фортепиано, гитаре и скрипке. Позже окончил Королевскую академию музыки и драматического искусства в Бухаресте. Позже, вместе со своими двумя братьями основал музыкальный коллектив — «Trio Grigoriu», с которым успешно гастролировал по Румынии в начале 1960-х годов.
Сочинял лёгкую музыку, музыку для кинофильмов, писал песни, которые исполняли в том числе и советские исполнители Иосиф Кобзон, Галина Ненашева и др. В кинематографе работая с такими известными режиссерами, как Франциск Мунтяну , Маноле Маркус и Дору Настасе . Автор музыки к около 30 фильмов, в том числе к циклу фильмов-приключений про комиссара Романа.
Занимался продюстрованием молодых румынских исполнителей.
Умер от инсульта в Бухаресте.

## Избранная фильмография
- 1963 — Отдых у моря
- 1964 — Династия непокорных
- 1965 — Белая комната
- 1965 — В четырёх шагах от бесконечности
- 1965 — По ту сторону заставы
- 1966 — Туннель
- 1967 — Отпечаток
- 1967 — Безоблачные каникулы
- 1968 — Приключения на берегах Онтарио
- 1972 — Заговор
- 1973 — Трудный путь на Типперари
- 1973 — Туман
- 1974 — Капкан
- 1977 — Цианистый калий и капли дождя
- 1975 — Актёр и дикари
- 1979 — Человек, который нам нужен
- 1986 — Помещица Кирица
- 1980 — Дорогой страданий и гнева
- 1981 — Жёлтая роза
- 1982 — Гордыня
- 1983 — Как в кино
- 1983 — Новые приключения Желтой Розы
- 1984 — Серебряная маска
- 1984 — Случай в Чёрной пещере
- 1986 — Бирюзовое ожерелье
- 1988 — С каждым днём мне не хватает тебя

## Награды
- Орден «За заслуги перед культурой»[рум.] III класса (1967)
- Почётный гражданин города Брэила (2005)